# NGC 4815
NGC 4815 is een open sterrenhoop in het sterrenbeeld Vlieg. Het hemelobject werd op 13 maart 1834 ontdekt door de Britse astronoom John Herschel.

## Synoniemen
- OCL 893
- ESO 96-SC1